# Деттенгайм
Деттенгайм (нім. Dettenheim) — громада в Німеччині, знаходиться в землі Баден-Вюртемберг. Підпорядковується адміністративному округу Карлсруе. Входить до складу району Карлсруе.
Площа — 30,89 км2. Населення становить 6643 ос. (станом на 31 грудня 2020).